# Antoniów (województwo lubelskie)
Antoniów – wieś w Polsce położona w województwie lubelskim, w powiecie łęczyńskim, w gminie Milejów.
W latach 1975–1998 miejscowość administracyjnie należała do ówczesnego województwa lubelskiego.
Wieś stanowi sołectwo Milejów. Według Narodowego Spisu Powszechnego z roku 2011 wieś liczyła 243 mieszkańców.